# Quintanilla de Onsoña
Quintanilla de Onsoña est une commune d'Espagne de la province de Palencia dans la communauté autonome de Castille-et-León. Elle fait partie de la comarque naturelle de Vega-Valdavia. La commune est située à 58 km de Palencia.